# Fijaš
Fijaš (in ungherese Fias) è un comune della Slovacchia facente parte del distretto di Svidník, nella regione di Prešov.